# 2022年卡拉卡爾帕克斯坦抗議活動
2022年7月1日，烏茲別克斯坦卡拉卡爾帕克共和國爆發抗議活動，源於抗議烏茲別克總統沙夫卡特·米爾濟約耶夫對烏茲別克憲法提出的修正案，該修正案將結束卡拉卡爾帕克作為自治共和國的地位以及通過公投脫離烏茲別克的權利。
在卡拉卡爾帕克首府努庫斯的抗議活動開始一天后，米爾濟約耶夫總統撤回了憲法修正案。卡拉卡爾帕克政府聲稱抗議者試圖襲擊政府大樓。儘管烏茲別克政府在維護卡拉卡爾派克自治方面做出了讓步，但抗議活動繼續進行，導致7月2日整個卡拉卡爾帕克的互聯網接入被封鎖，米爾濟約耶夫總統宣佈該地區進入緊急狀態（從7月3日至8月2日，該地區實行緊急宵禁，時間為晚上9時至早上7時）。
7月4日，烏茲別克檢察總長辦公室表示，由於努庫斯的騷亂，有18人死亡，包括38名執法人員在內的243人受傷，516人被拘留 。

## 背景
卡拉卡爾帕克是烏茲別克斯坦境內的一個自治共和國，是卡拉卡爾帕克族的家園，卡拉卡爾帕克族是屬於突厥語族欽察支民族，人口大約752,000人，佔烏茲別克人口的2.2%。縱觀歷史，卡拉卡爾帕克一直處於各個帝國的控制之下，最初服從於哈薩克汗國，因此，卡拉卡爾帕克人與烏茲別克人有不同的語言、習俗和文化，反而與哈薩克人有著更密切的文化聯繫。
卡拉卡爾帕克共和國是世界上最貧窮和最不適合居住的地區之一。共和國85%以上的領土被克孜勒庫姆沙漠包圍，與之相關的是飲用水的持續短缺。截至2002年，超過250,000人從卡拉卡爾派克人遷移到哈薩克，佔自治總人口的五分之一。此外，與鹹海乾涸有關的持續環境災難加劇了嚴峻的經濟形勢，使當地淪為烏茲別克斯坦最落後的地區。
2022年6月底，乌兹别克斯坦总统肖開提·米爾則亞耶夫宣布对乌兹别克斯坦宪法进行179项修订，其中将总统任期从五年延长至七年、删除任期限制和大幅度削弱卡拉卡尔帕克自治地位（包括禁止当地人通过公投脱离乌兹别克斯坦）最受争议。

## 过程
2022年7月1日，数千名民众在卡拉卡尔帕克斯首府努库斯等地举行示威活动，抗议宪法修订案。据当地媒体“Turkmen.News”报道，乌兹别克斯坦国民警卫队重兵把守了当地的两座城镇。另据欧亚网报道，卡拉卡尔帕克斯律师、记者道莱特穆拉特·塔日穆拉托夫被捕也是示威原因之一，而道莱特穆拉特原计划会和努库斯的示威者会面。次日，总统米尔济约耶夫同意撤回宪法修订，维持卡拉卡尔帕克斯自治地位。与此同时，卡拉卡尔帕克斯政府宣布示威者试图冲击政府的办公大楼。乌兹别克斯坦当局中断了当地网络，并宣布紧急状态。
7月4日，反对派领袖普拉特·阿胡诺夫表示紧急状态及宵禁令生效后局势有所缓和，但也担心骚乱可能升级为乌兹别克人和卡拉卡尔帕克人之间的种族冲突。据乌兹别克斯坦总检察长办公室介绍，努库斯共有18人死亡，243人受伤。乌兹别克斯坦国民警卫队发言人达夫隆·朱马纳扎罗夫表示7月1日至2日两天一共逮捕了516人。路透社称事件是2005年安集延事件以来死伤最严重的抗议活动，当年政府估计的死亡人数是173人。

## 國際反應
- 白俄羅斯：在白俄羅斯獨立日前的一次會議上，總統亞歷山大·盧卡申科表示，外國人，主要是西方人，是烏茲別克斯坦暴亂的幕後推手，這與此前發生在白俄羅斯和哈薩克斯坦的暴亂相似。在談到中國在該地區的影響力時，盧卡申科說：“中亞和我們一樣，正夾在歐洲人和美國人以及中國人中間。不過中國人是在幫助中亞。”[18]
- 欧洲联盟：歐盟對卡拉卡爾帕克的事件表示關注，呼籲各方保持克制，並表示：歐盟呼籲當局根據國際義務保障人權，包括言論和集會自由的基本權利。
- 印度：印度外交部發言人阿林達姆·巴基發表聲明，支持烏茲別克政府恢復法律和秩序並防止局勢進一步升級的努力。他也向在抗議活動中遇害的人表示哀悼。
- ：7月4日，哈萨克斯坦总统强调指出，乌兹别克斯坦领导人及时做出决定保障了卡拉卡尔帕克斯坦的局势稳定。哈斯穆-卓玛尔特·托卡耶夫表示，期待乌兹别克斯坦宪法修正案全民公投能够顺利完成。他强调，修宪公投将是乌兹别克斯坦为实现国家振兴而实施的大规模政治和社会经济政策的落实过程中迈出的重要步伐。[19]
- ：7月4日，吉爾吉斯斯坦總統薩德爾·扎帕羅夫強調，吉爾吉斯方面非常關注烏茲別克發生的事件，由於及時、果斷和協調的行動，卡拉卡爾派克局勢得以正常化，並防止其進一步惡化。
- 俄羅斯：俄羅斯外交部表示，這是烏茲別克的內政，但對烏茲別克當局表示信任，並呼籲有關各方通過“法律手段”而不是騷亂來解決這些問題。
- ：土庫曼外交部發表聲明說，它“支持烏茲別克領導人採取及時和果斷的行動，以保護該國的憲法秩序和合法性，居民的安全和安寧。
- 土耳其：土耳其外交部表示相信，烏茲別克政府和人民將“以常識，在和平與安寧的氣氛中”解決這些問題。外交部還表示，它非常重視烏茲別克的穩定與繁榮。
- 美国：美國國務院發言人內德·普萊斯呼籲烏茲別克當局「保護所有基本權利，包括和平集會和言論」，並呼籲對暴力事件進行調查。
- 中华人民共和国：中國外交部發言人趙立堅在新聞發佈會上表示，作为乌兹别克斯坦的友好近邻和全面战略伙伴，中方支持乌政府维护国家稳定，相信在米尔济约耶夫总统的领导下，乌兹别克斯坦能够保持安定团结。[20]
- 联合国：聯合國人權事務高級專員米歇爾·巴切萊特呼籲進行「迅速、獨立和透明的調查」，並解除該國的互聯網限制。